# Diversidade, equidade e inclusão

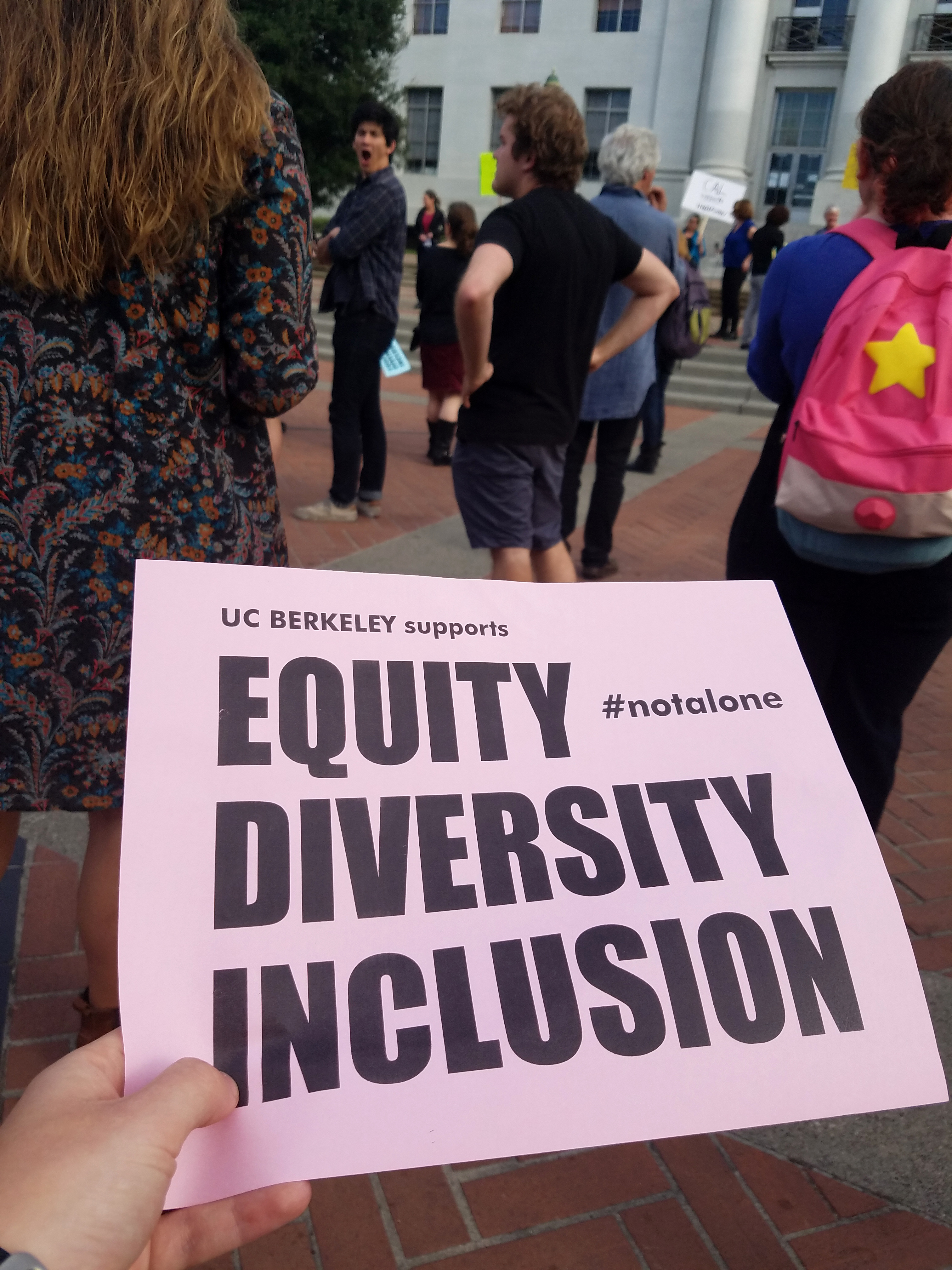
Folheto apoiando a equidade, diversidade e inclusão (2016)

A diversidade, equidade e inclusão (DEI) são estruturas organizacionais que buscam promover o tratamento justo e a plena participação de todas as pessoas, especialmente grupos que historicamente foram sub-representados ou sujeitos a discriminação com base na identidade ou deficiência. Estas três noções (diversidade, equidade e inclusão) representam, em conjunto, “três valores intimamente ligados” que as organizações procuram institucionalizar através de estruturas DEI.
Diversidade refere-se à presença de variedade na força de trabalho organizacional, como em identidade e política de identidade. Inclui género, etnia, orientação sexual, deficiência, idade, cultura, classe, religião ou opinião. Equidade refere-se a conceitos de justiça e equidade, como compensação justa e igualdade substantiva. Mais especificamente, a equidade geralmente também inclui um foco nas disparidades sociais e na atribuição de recursos e "autoridade de tomada de decisão a grupos que historicamente foram desfavorecidos", e tendo "em consideração as circunstâncias únicas de uma pessoa, ajustando o tratamento em conformidade para que o resultado final seja igual". Finalmente, a inclusão refere-se à criação de uma cultura organizacional que crie uma experiência onde "todos os funcionários sintam que as suas vozes serão ouvidas", e um sentimento de pertença e integração.
DEI é mais frequentemente usado para descrever certos esforços de "treinamento", como treinamento em diversidade. Embora a DEI seja mais conhecida como uma forma de treinamento corporativo, ela também encontra implementação em muitos tipos de organizações, como na academia, escolas e hospitais.
Nos últimos anos, os esforços e políticas de DEI geraram críticas, algumas direcionadas à eficácia específica das suas ferramentas, como o treinamento em diversidade, o seu efeito na liberdade de expressão e na liberdade académica, além de atrair críticas mais amplas por motivos políticos ou filosóficos. Além disso, o termo “DEI” ganhou força como uma injúria étnica contra grupos minoritários nos Estados Unidos.

## Críticas e controvérsia
De acordo com o The Chronicle of Higher Education, as instituições estão a fazer ajustes defensivos às críticas. Algumas escolas estão a remover a palavra “diversidade” dos títulos de cargos e empregos; algumas estão a fechar espaços no campus criados para os alunos de acordo com a identidade; algumas estão a acabar com a formação em diversidade; e algumas deixaram de pedir a todos os membros do corpo docente e do pessoal afirmações escritas do seu compromisso com a diversidade.

### Treinamento de diversidade
A formação em diversidade, uma ferramenta comum usada nos esforços de DEI, tem sido repetidamente criticada por ser ineficaz ou mesmo contraproducente. O The Economist afirmou que "o consenso que agora está a surgir entre os académicos é que muitas políticas antidiscriminação não têm qualquer efeito. O que é pior, muitas vezes são contraproducentes". Uma alegação regular é que estes esforços funcionam principalmente para proteger contra litígios. Também foi criticado o facto de ter havido um progresso limitado na obtenção de diversidade racial na liderança empresarial, particularmente para os profissionais negros, devido à falta de diretores de diversidade diversificados e a um amplo foco em DEI que ignora questões específicas que os profissionais negros enfrentam. Um estudo de 2007, realizado em 829 empresas ao longo de 31 anos, não demonstrou "nenhum efeito positivo no local de trabalho médio" da formação em diversidade, enquanto o efeito foi negativo onde era obrigatória. De acordo com o professor de sociologia da  Universidade de Harvard e investigador da diversidade Frank Dobbin, "[E]m média, o formato típico de todos os envolvidos, 'todos têm de ter formação em diversidade' — esse formato típico nas grandes empresas não tem quaisquer efeitos positivos em quaisquer grupos historicamente sub-representados, como homens ou mulheres negros, homens ou mulheres hispânicos, homens ou mulheres asiático-americanos ou mulheres brancas."

### Declarações obrigatórias de diversidade no meio académico
A utilização de “declarações de diversidade” obrigatórias no meio académico, nas quais um candidato ou membro do corpo docente descreve as suas “contribuições passadas” e os seus planos “para promover a diversidade, a equidade e a inclusão”, caso seja contratado, tornou-se controversa e suscitou críticas.
A Fundação para os Direitos Individuais e a Expressão (FIRE) classificou tais práticas como um ataque à liberdade académica, afirmando que "[a]s políticas de declaração de DEI vagas ou ideologicamente motivadas podem facilmente funcionar como testes decisivos para a adesão às visões ideológicas prevalecentes sobre DEI" e "penalizar o corpo docente por manter opiniões divergentes sobre questões de interesse público". De acordo com uma sondagem de 2022 conduzida pela Associação Americana de Professores Universitários, uma em cada cinco faculdades e universidades americanas inclui critérios DEI nos padrões de estabilidade, incluindo 45,6% das instituições com mais de 5.000 alunos. Algumas universidades começaram a considerar fortemente as declarações de diversidade nos processos de contratação. Por exemplo, a Universidade da Califórnia, Berkeley, eliminou três quartos dos candidatos a cinco cargos de docentes nas ciências da vida exclusivamente com base nas suas declarações de diversidade no ciclo de contratação de 2018-2019.
Argumentos contrários a favor do treinamento são que "o treinamento de preconceito implícito é crucial para abordar o racismo, e contorná-lo não pode ser justificado pela Primeira Emenda. Embora a liberdade de expressão seja um direito fundamental, ela não é absoluta e deve ser equilibrada com as necessidades de saúde pública, incluindo o combate ao racismo sistémico".
A Aliança pela Liberdade Académica (AFA) apelou ao fim das declarações de diversidade obrigatórias, afirmando que estas “encorajam o cinismo e a desonestidade” e apagam “a distinção entre competência académica e conformidade ideológica”. O psicólogo social Jonathan Haidt, que se demitiu da Sociedade de Psicologia da Personalidade e Social em protesto contra as declarações obrigatórias de diversidade, declarou que "a maioria dos trabalhos académicos não tem nada a ver com diversidade, então essas declarações obrigatórias forçam muitos académicos a trair o seu dever quase fiduciário para com a verdade, distorcendo, distorcendo ou inventando alguma conexão ténue com a diversidade". Outras críticas incluem que "desvaloriza o mérito"; está ligado à ação afirmativa; viola a Primeira Emenda; ou funciona como um juramento de lealdade.
Um inquérito realizado pela FIRE a 1500 pessoas relatou que a questão é altamente polarizadora para os membros do corpo docente, com metade a dizer que a sua opinião alinha-se mais de perto com a descrição das declarações de diversidade como "um requisito justificável para um emprego numa universidade", enquanto a outra metade viu isso como "um teste ideológico decisivo que viola a liberdade académica". De acordo com o Professor Randall L. Kennedy da Universidade de Harvard, "muitos académicos em Harvard e além sentem um ressentimento intenso e crescente contra o empreendimento DEI devido a características que são talvez mais evidentes na exigência de declarações DEI", afirmando "Sou um académico de esquerda comprometido com as lutas pela justiça social. As realidades que rodeiam as declarações DEI obrigatórias, no entanto, fazem-me estremecer".
Vários estados dos EUA implementaram legislação para proibir declarações obrigatórias de diversidade. Em 2024, o MIT anunciou que as declarações de diversidade "não farão mais parte das candidaturas para quaisquer cargos docentes" na universidade, tornando-se a primeira grande universidade a abandonar a prática.
A DEI é promovida pelos Institutos Nacionais de Saúde.

### Efeitos das políticas de DEI na liberdade de expressão e na liberdade académica
Nos últimos anos, incidentes de alto perfil de conflitos no campus geraram debates sobre o efeito da DEI no ambiente do campus, na liberdade académica e na liberdade de expressão.
O cancelamento em 2021 de uma palestra do astrofísico Dorian Abbot no Instituto de Tecnologia de Massachusetts (MIT), depois de ele ter criticado os programas DEI, gerou atenção da mídia e controvérsia. Como resultado, o MIT criou um comité para investigar o estado da liberdade académica na universidade.